# Cuba op de Olympische Zomerspelen 1964
Cuba nam deel aan de Olympische Zomerspelen 1964 in Tokio, Japan. Voor het eerst sinds 1948 werd weer een medaille gewonnen.

## Medailleoverzicht
| Sport    | Olympiër          | Discipline | Medaille |
| -------- | ----------------- | ---------- | -------- |
| Atletiek | Enrique Figuerola | 100m (m)   | Zilver   |

## Deelnemers en resultaten

### Atletiek
| Olympiër          | Discipline      | Resultaat | Prestatie                                                                                          |
| ----------------- | --------------- | --------- | -------------------------------------------------------------------------------------------------- |
| Enrique Figuerola | 100m (m)        | Zilver    | serie 10: 1ste in 10,5 kwartfinale 1: 1ste in 10,3 halve finale 2: 3de in 10,4 finale: 2de in 10,2 |
| Lázaro Betancourt | 110m horden (m) | 10e       | serie 4: 2de in 14,6 halve finale 1: 6de in 14,2                                                   |
|                   |                 |           | |
| Miguelina Cobián  | 100m (v)        | 5e        | serie 6: 2de in 11,6 kwartfinale 3: 3de in 11,5 halve finale 1: 1ste in 11,6 finale: 5de in 11,7   |
| Miguelina Cobián  | 200m (v)        | DSQ       | serie 2: 1ste in 23,8 halve finale 1: gediskwalificeerd                                            |

### Boksen
| Olympiër         | Discipline  | Resultaat | Prestatie |
| ---------------- | ----------- | --------- | --- |
| Rafael Carbonell | -51kg (m)   | 17e       | 1ste ronde: V van IRL McCafferty: 0-5 |
| Fermin Espinosa  | -54kg (m)   | 5e        | 1ste ronde: W van AUS Booth: scheidsrechterlijke beslissing 2de ronde: W van PHI Torrevillas: 4-1 kwartfinale: V van KOR Chung: niet gestart |
| Roberto Caminero | -57kg (m)   | 17e       | 1ste ronde: V van ROU Crudu: 1-4 |
| Bienvenido Hita  | -60kg (m)   | 17e       | 1ste ronde: V van GBR Dunne: 1-4 |
| Félix Betancourt | -63,5kg (m) | 5e        | 1ste ronde: W van MAR Fatah: knock-out 2de ronde: W van JPN Yonekura: 3-2 kwartfinale: V van TUN Galhia: knock-out                           |
| Virgilio Jimenez | -67kg (m)   | 5e        | 1ste ronde: V van ARG Pereyra: gediskwalificeerd                                                                                             |

### Gewichtheffen
| Olympiër       | Discipline | Resultaat | Prestatie                                                                                     |
| -------------- | ---------- | --------- | --------------------------------------------------------------------------------------------- |
| Ernesto Varona | -90kg (m)  | 15e       | drukken: 11ste met 155 kg trekken: 13de met 130 kg stoten: 13de met 172,5 kg totaal: 457,5 kg |

### Roeien
| Olympiër | Discipline   | Resultaat | Prestatie                                            |
| --- | ------------ | --------- | ---------------------------------------------------- |
| Gilberto Campbell Osvaldo Diaz Alfredo Hernandez Leovigildo Millan Roberto Ojeda                                                            | vier-met (m) | DNF       | serie 1: 6de in 7.17,11 herkansingen: niet gestart   |
| Gilberto Campbell Osvaldo Diaz Alfredo Hernandez Norge Marrero Leovigildo Millan Ezequiel Montenegro Segundo Mora Roberto Ojeda Mario Tabio | acht (m)     | 14e       | serie 2: 5de in 6.31,76 herkansingen: 4de in 6.27,29 |

### Schermen
| Olympiër          | Discipline | Resultaat   | Prestatie                                                                         |
| ----------------- | ---------- | ----------- | --------------------------------------------------------------------------------- |
| Enrique Penabella | floret (m) | groepsfase  | 1ste ronde groep 2: 5de met 1 overwinning                                         |
| Enrique Penabella | sabel (m)  | kwartfinale | 1ste ronde groep 7: 4de met 2 overwinningen kwartfinale 4: 8ste met 1 overwinning |
|                   |            |             |                                                                                   |
| Mireya Rodríguez  | floret (v) | kwartfinale | 1ste ronde groep 5: 7de met 0 overwinningen kwartfinale 1: 6de met 1 overwinning  |

### Turnen
| Olympiër             | Discipline               | Resultaat | Prestatie     |
| -------------------- | ------------------------ | --------- | ------------- |
| Carlos Garcia        | meerkamp individueel (m) | 114e      | 98,85 punten  |
| Andres Gonzalez      | meerkamp individueel (m) | 96e       | 104,35 punten |
| Pablo Luis Hernandez | meerkamp individueel (m) | 109e      | 99,60 punten  |
| Felix Padron         | meerkamp individueel (m) | 100e      | 104,05 punten |
| Hector Ramirez       | meerkamp individueel (m) | 97e       | 104,30 punten |
| Octavio Suarez       | meerkamp individueel (m) | 97e       | 104,30 punten |

Afghanistan · Algerije · Argentinië · Australië · Bahama's · België · Bermuda · Birma · Bolivia · Brazilië · Brits-Guiana · Bulgarije · Cambodja · Canada · Ceylon · Chili · Colombia · Congo-Brazzaville · Costa Rica · Cuba · Denemarken · Dominicaanse Republiek · Duits eenheidsteam · Ethiopië · Filipijnen · Finland · Frankrijk · Ghana · Griekenland · Groot-Brittannië · Hongarije · Hongkong · Ierland · IJsland · India · Irak · Iran · Israël · Italië · Ivoorkust · Jamaica · Japan · Joegoslavië · Kameroen · Kenia · Libanon · Liberia · Libië · Liechtenstein · Luxemburg · Madagaskar · Maleisië · Mali · Marokko · Mexico · Monaco · Mongolië · Nederland · Nederlandse Antillen · Nepal · Nieuw-Zeeland · Niger · Nigeria · Noord-Rhodesië · Noorwegen · Oeganda · Oostenrijk · Pakistan · Panama · Peru · Polen · Portugal · Puerto Rico · Roemenië · Senegal · Sovjet-Unie · Spanje · Taiwan · Tanganyika · Thailand · Trinidad en Tobago · Tsjaad · Tsjecho-Slowakije · Tunesië · Turkije · Uruguay · Venezuela · Verenigde Arabische Republiek · Verenigde Staten · Vietnam · Zuid-Korea · Zuid-Rhodesië · Zweden · Zwitserland